# Sam Brown (actor)
Samuel Kelly "Sam" Brown (nacido el 26 de octubre de 1981) es un actor, comediante y escritor americano. Él es conocido por ser parte del grupo de sketch de comedia The Whitest Kids U' Know, fundado por Trevor Moore y por él. El grupo tuvo su propio programa de televisión en IFC, el cual estuvo por cinco temporadas.

## Primeros años y carrera
En la escuela secundaria, Sam realizó una película para su clase de cálculo como parte de un grupo. Siguiendo su pasión, Sam, asistió a la School of Visual Arts (SVA) en Manhattan.
Mientras trabajaba en los club de comedia de la ciudad de Nueva York, el conoció a Trevor Moore, quien también asistía a SVA. Ambos decidieron comenzar un grupo de comedia. Fue en el primer semestre de universidad que formaron y crearon Whitest Kids U’ Know. Brown se graduó con un BFA en cine de la SVA, y trabajo como productor asociado en ImaginAsianTV. A Brown y Moore se les unió al grupo Zach Cregger, Timmy Williams y Darren Trumeter. En los comentarios del DVD de la primera temporada de "The Whitest Kids U' Know", el grupo bromeaba a Sam porque los tenía trabajando tarde en la grabación de los comentarios. Para los comentarios de la segunda temporada, Sam dijo que odiaba a Trevor y que lo iba a publicar en Wikipedia.
En 2008, Brown y su compañero de WKUK, Timmy Williams, fueron invitados a un episodio de la serie de Adult Swim, Fat Guy Stuck In Internet.

## Filmografía
| Año         | Título                           | Papel                      | Notas                             |
| ----------- | -------------------------------- | -------------------------- | --------------------------------- |
| 2004        | Tim Warner: A Life in the Clouds | Brian the Squiggles Maniac | Corto                             |
| 2007 - 2012 | The Whitest Kids U' Know         | Varios                     | 79 episodios                      |
| 2008        | Hardly Working                   |                            | Corto para televisión, 1 episodio |
| 2008        | My First Kidnapping              | Gary                       | Corto                             |
| 2008        | Fat Guy Stuck in Internet        | Portero                    | 1 episodio                        |
| 2008        | Z Rock                           | Kidtastic                  | 1 episodio                        |
| 2011        | The Civil War on Drugs           | Sam Brown / Varios         |                                   |
| 2012        | Just a Tip                       |                            | Corto para televisión             |
| 2012 - 2013 | Business                         | Hombre de negocios         | 2 episodios                       |
| 2013        | Catfishing!                      |                            | Corto para video, escritor        |
| 2013        | The Gun That I Cannot Reach      | Camarero                   | Miniserie para televisión         |
| 2013        | The Littlest Sketch Show         | Esposo                     |                                   |
| 2014        | Life Partners                    | Kate Clark                 | Posproducción                     |
| 2014        | Life Partners                    | Kate Clark                 | Posproducción                     |